# Anastatus
Anastatus (лат.) — род мелких паразитических наездников—эвпельмид (Eupelmidae, Eupelminae). Паразитоиды яиц насекомых.

## Распространение
Космополитная группа, которая встречается во всех зоогеографических областях мира.

## Описание
Мелкие наездники желтовато-коричневого цвета (мезоэпистернум иногда белый, метасома также в основании может быть белой). Формула антенн 1-1-1-7-3. Жвалы двузубчатые. Передние крылья макроптерные или брахиптерные. Паразитоиды яиц насекомых разных отрядов: чешуекрылые, полужесткокрылые, таракановые, прямокрылые, сетчатокрылые, богомолы, палочники. Род был впервые выделен в 1859 году по типовому виду Anastatus mantoidae Motschulsky.
Включён в состав подсемейства Eupelminae.